# Deaf Forever
Deaf Forever (Sordo per sempre) è una canzone della band londinese heavy metal Motörhead.
È stato pubblicato nel 1986 in vinile 7" e 12" e ha come b-side la traccia On The Road (live); Steal Your face (live) è invece la bonus track dell'edizione vinile 12".
La title track è contenuta nell'album Orgasmatron.
La copertina del singolo è stata affidata al grafico Joe Petagno, autore di molte altre copertine della band.
Il 20 giugno 1986 Lemmy venne intervistato da Chris Tetley nel programma "The Friday Rock Show", della BBC Radio 1 e la band si esibì con i pezzi Deaf Forever, Doctor Rock e Nothing Up My Sleeve.
Un anno dopo, il 9 agosto Lemmy e Würzel vennero intervistati da Andy Kershaw nel programma "Saturday Live", della BBC Radio 1 e la band si esibì con i pezzi Deaf Forever e Orgasmatron.

## Tracce
Tutte le tracce sono state scritte da Kilmister, Burston, Campbell, Gill

### 7"
1. "Deaf Forever"
2. "On The Road (live)"

### 12"
1. "Deaf Forever"
2. "On The Road (live)"
3. "Steal Your Face (live)"

## Formazione
- Lemmy Kilmister: basso, voce
- Phil Campbell: chitarra
- Würzel: chitarra
- Pete Gill: batteria